# Börse

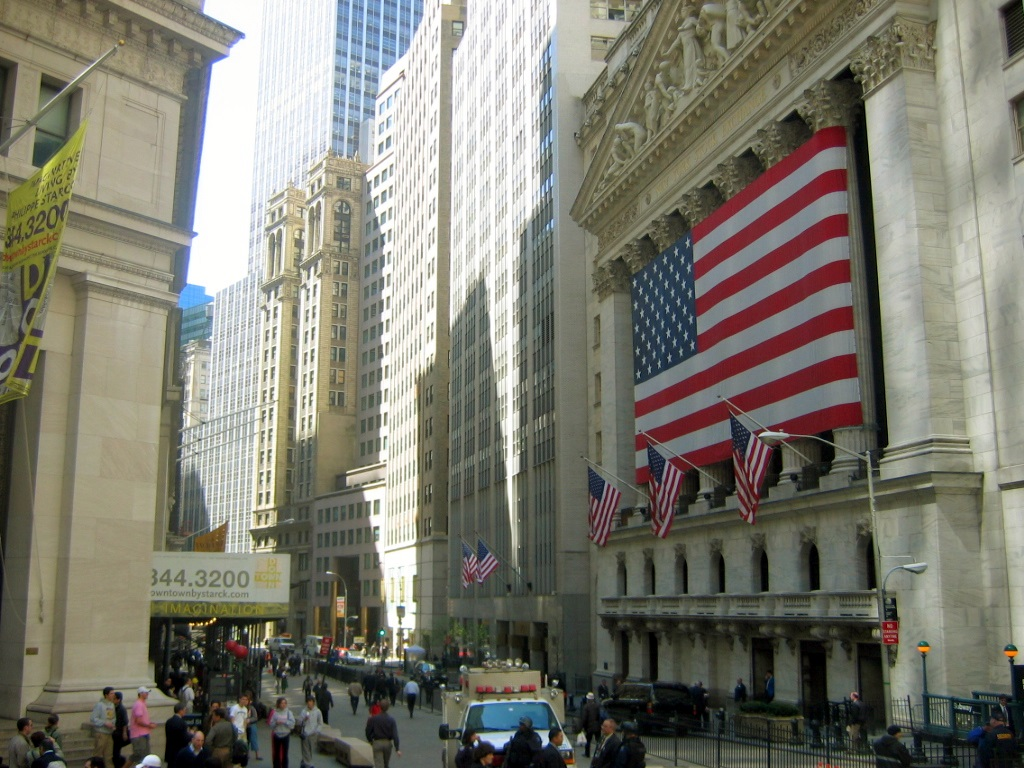
New York Stock Exchange

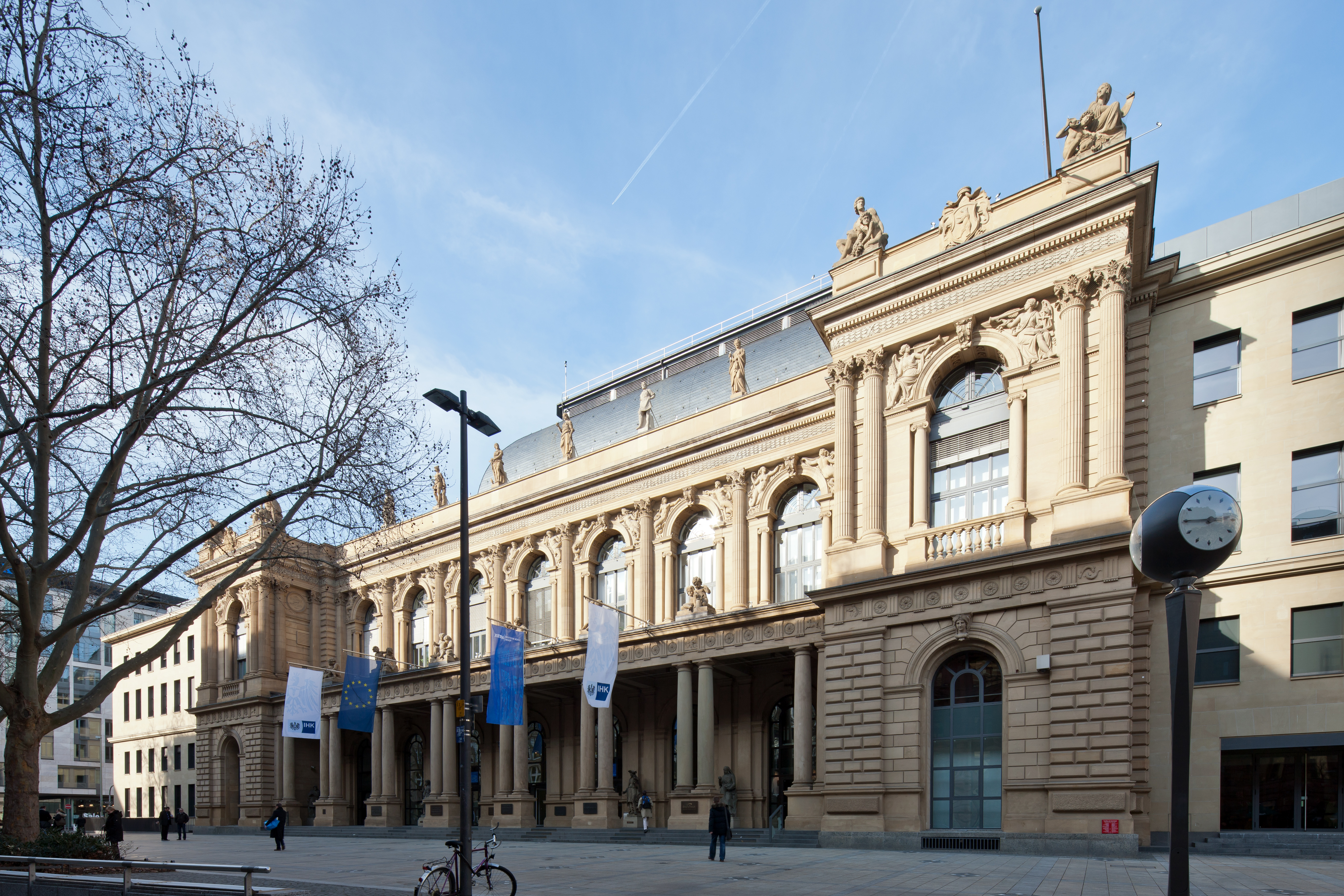
Frankfurter Wertpapierbörse

Eine Börse ist ein nach bestimmten Regeln organisierter Markt für standardisierte Handelsobjekte. Gehandelt werden kann zum Beispiel mit Wertpapieren (etwa Aktien, Anleihen), Devisen, bestimmten Commodities (z. B. Agrarprodukte, Metalle und andere Rohstoffe) oder mit hiervon abgeleiteten Rechten. Die Börse führt Angebot und Nachfrage – vermittelt durch Börsenmakler oder Skontroführer (während festgelegter Handelszeiten) – zusammen und gleicht sie durch (amtliche) Festsetzung von Preisen (Börsenkurse) aus. Die Feststellung der Kurse oder Preise der gehandelten Objekte richtet sich laufend nach Angebot und Nachfrage.

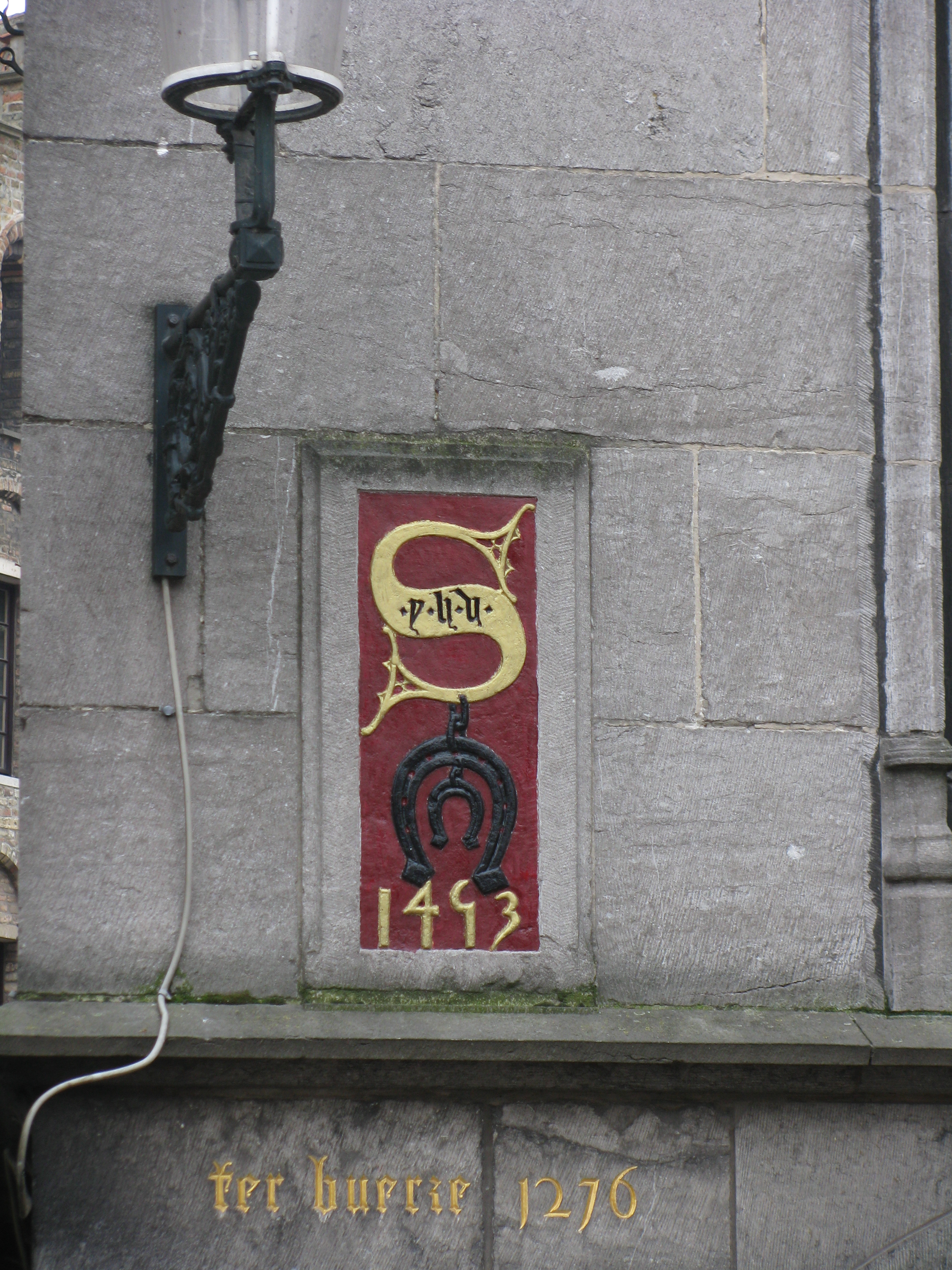
Bildausschnitt mit Aufschrift ter buerze

Eine Börse dient der zeitlichen und örtlichen Konzentration des Handels von fungiblen Sachen unter beaufsichtigter Preisbildung. Ziele sind eine erhöhte Markttransparenz für Effekten, die Steigerung der Effizienz und der Marktliquidität, die Verringerung der Transaktionskosten sowie der Schutz vor Manipulationen. Anders als im außerbörslichen Handel (auch OTC-Handel von englisch over the counter genannt) wird börslicher Handel börsenaufsichtsrechtlich durch staatliche Aufsichtsämter (in Deutschland: die Bundesanstalt für Finanzdienstleistungsaufsicht (BaFin)) sowie durch die Handelsüberwachungsstellen der Börsen kontrolliert.
Durch den in der ISO 10383 geregelten Marktidentifikationscode ist jede Börse genau wie jede andere Handelsplattform weltweit eindeutig identifizierbar.
Für An- und Verkäufer von Finanzprodukten übernehmen die Börsen die wichtige Funktion des Zentralen Kontrahenten.

## Etymologie
Es gibt über die Wortherkunft verschiedene Literaturmeinungen. Die Burse war eine Gemeinschaft, die aus einer gemeinsamen Kasse lebte wie auch die Bezeichnung für deren Unterkunft. Das Wort steht für „Ledertasche, Geldsäckchen“ (lateinisch bursa), das wiederum auf altgriechisch βύρσα (býrsa) für eine abgezogene Tierhaut bzw. Fell zurückgeht. Einige Historiker bringen den Begriff in Verbindung mit Byrsa, einem Hügel mit einer mauergeschützten Festung über dem Hafen der antiken Stadt Karthago im heutigen Tunesien.
Eine seit Jahrhunderten tradierte Version der Namensherkunft besagt, dass die in Brügge ansässige Kaufmannsfamilie Van ter Beurze (Buerze, Buerse), deren Name erstmals 1257 erschien und deren Haus seit 1285 sehr häufig als „ter Buerse“ oder „ter ouder Buerse“ erwähnt wird, in ihrem Haus regelmäßig stattfindende geschäftliche Zusammenkünfte mit – vor allem italienischen – Kaufleuten unterhielt. Ihr Wappen zeigte drei Geldbeutel. Ab 1409 vermittelte diese Börse abwesende Güter und Wechsel. Der flämische Familienname ging in das niederländische Wort für Geldbeutel (niederländisch beurs) vom Haus über auf die Treffen selbst und wurde in den darauffolgenden Jahren auch in anderen europäischen Sprachen übernommen, wo es noch heute vorkommt beispielsweise deutsch Börse, französisch bourse, italienisch borsa oder dänisch børs.

## Geschichte

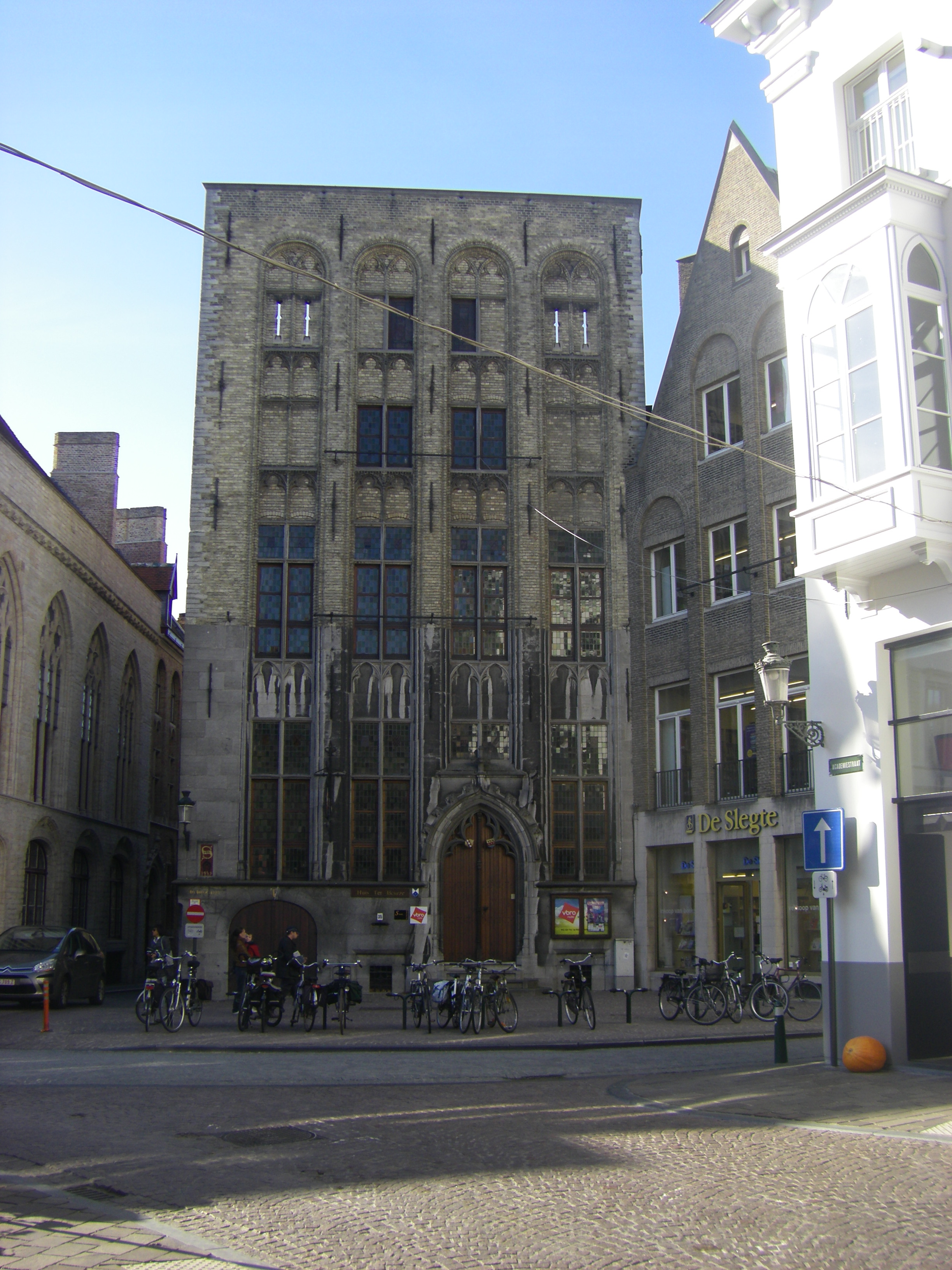
Das Haus zur Börse (Huis ter Beurze) von 1276 in Brügge
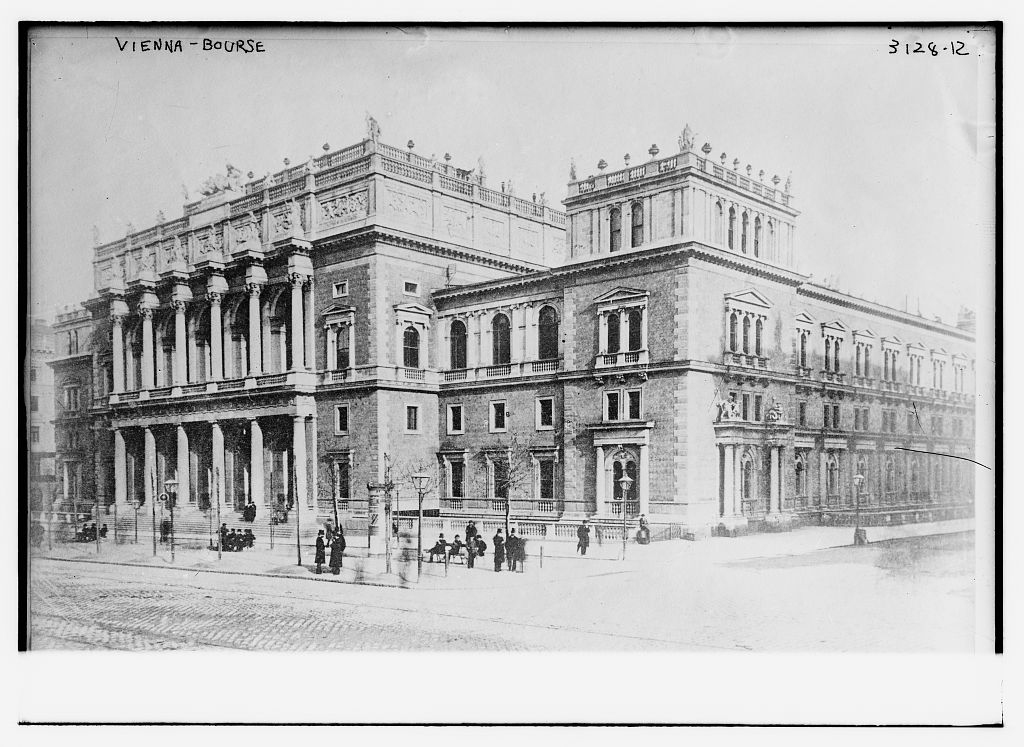
Wiener Börse, 1771 unter Maria Theresia gegründet
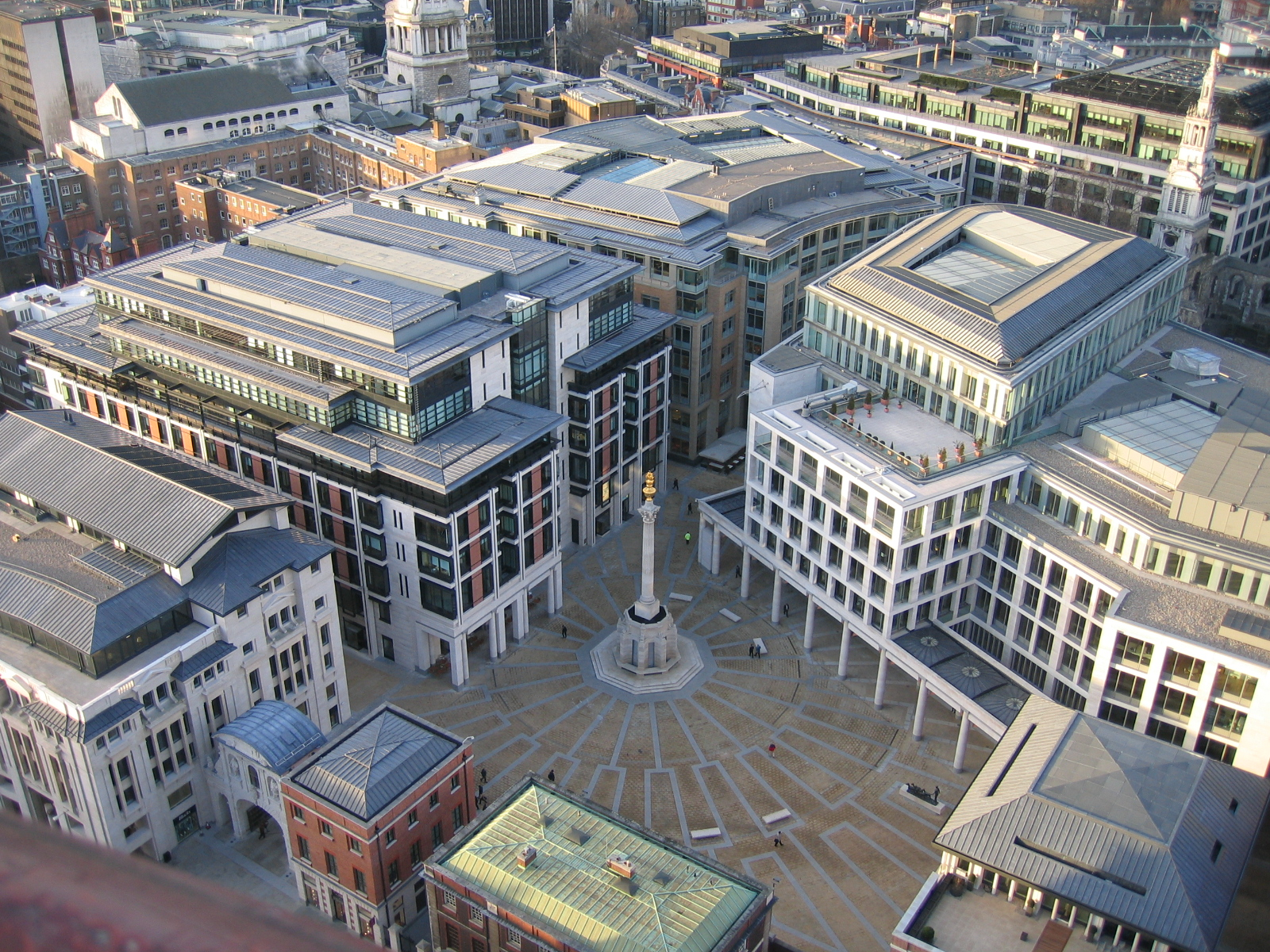
London Stock Exchange (im Bild rechts)
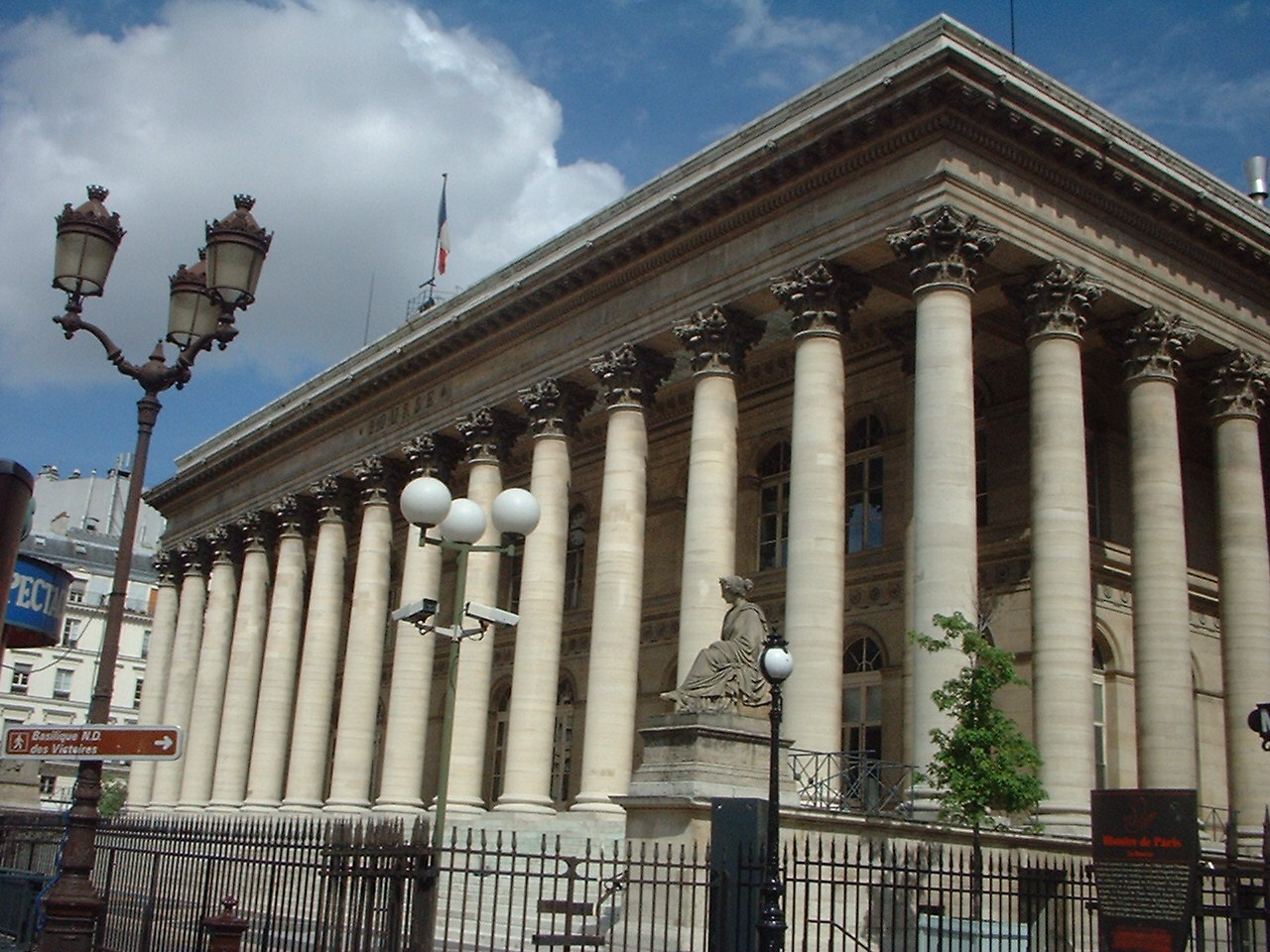
Das Palais Brongniart ist Sitz der Pariser Börse.
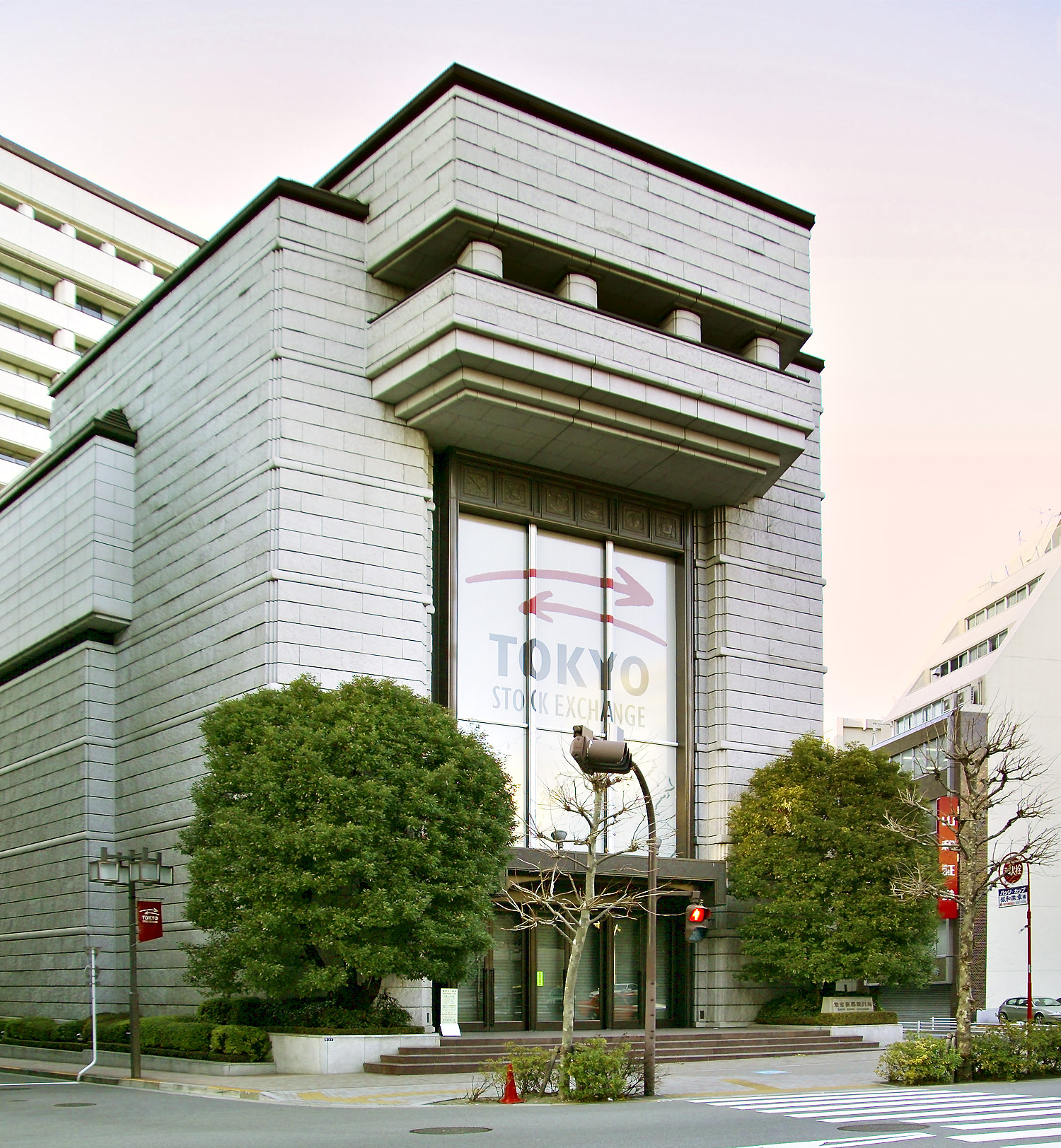
Tokyo Stock Exchange
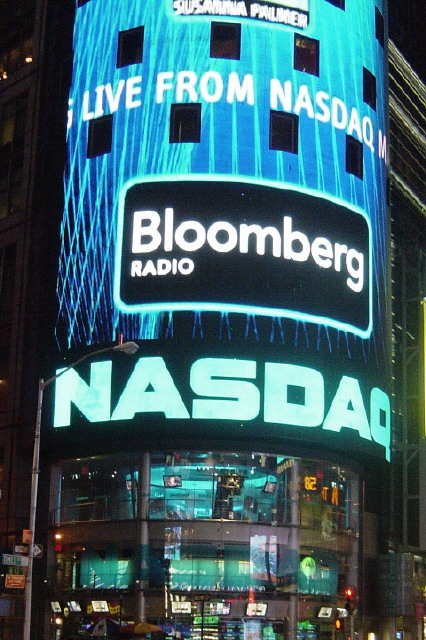
NASDAQ in New York City
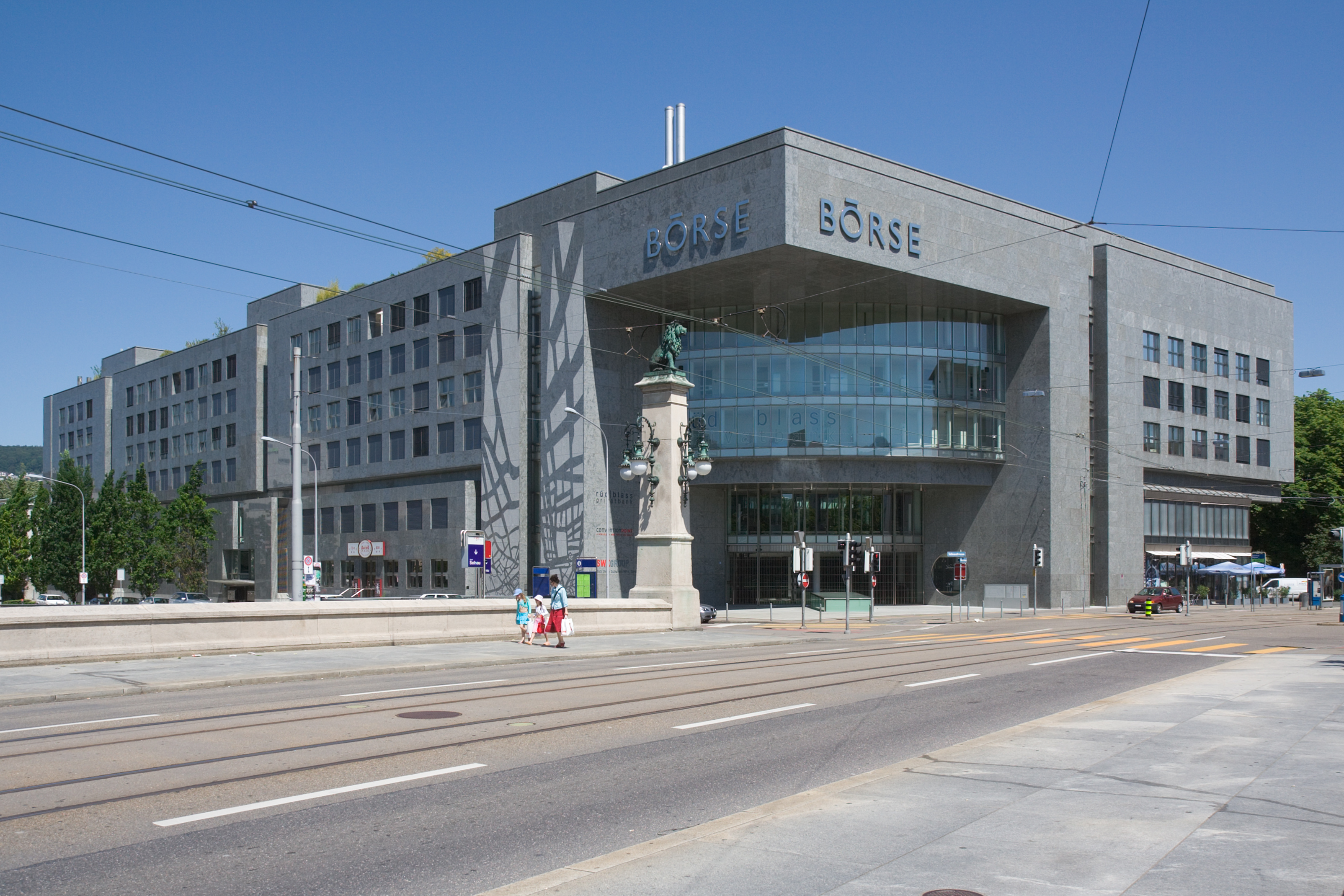
SIX Swiss Exchange in Zürich
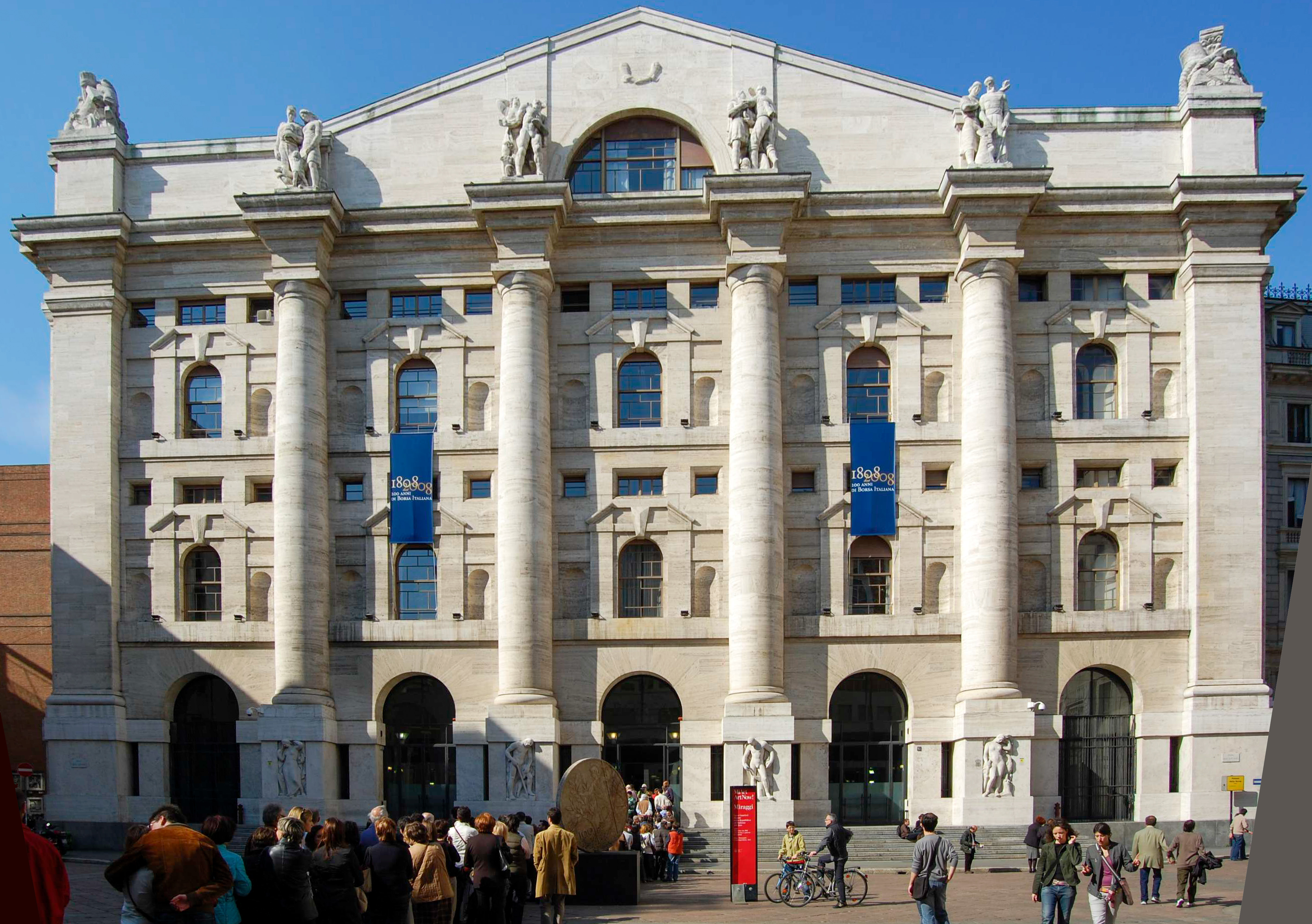
Borsa Italiana in Mailand
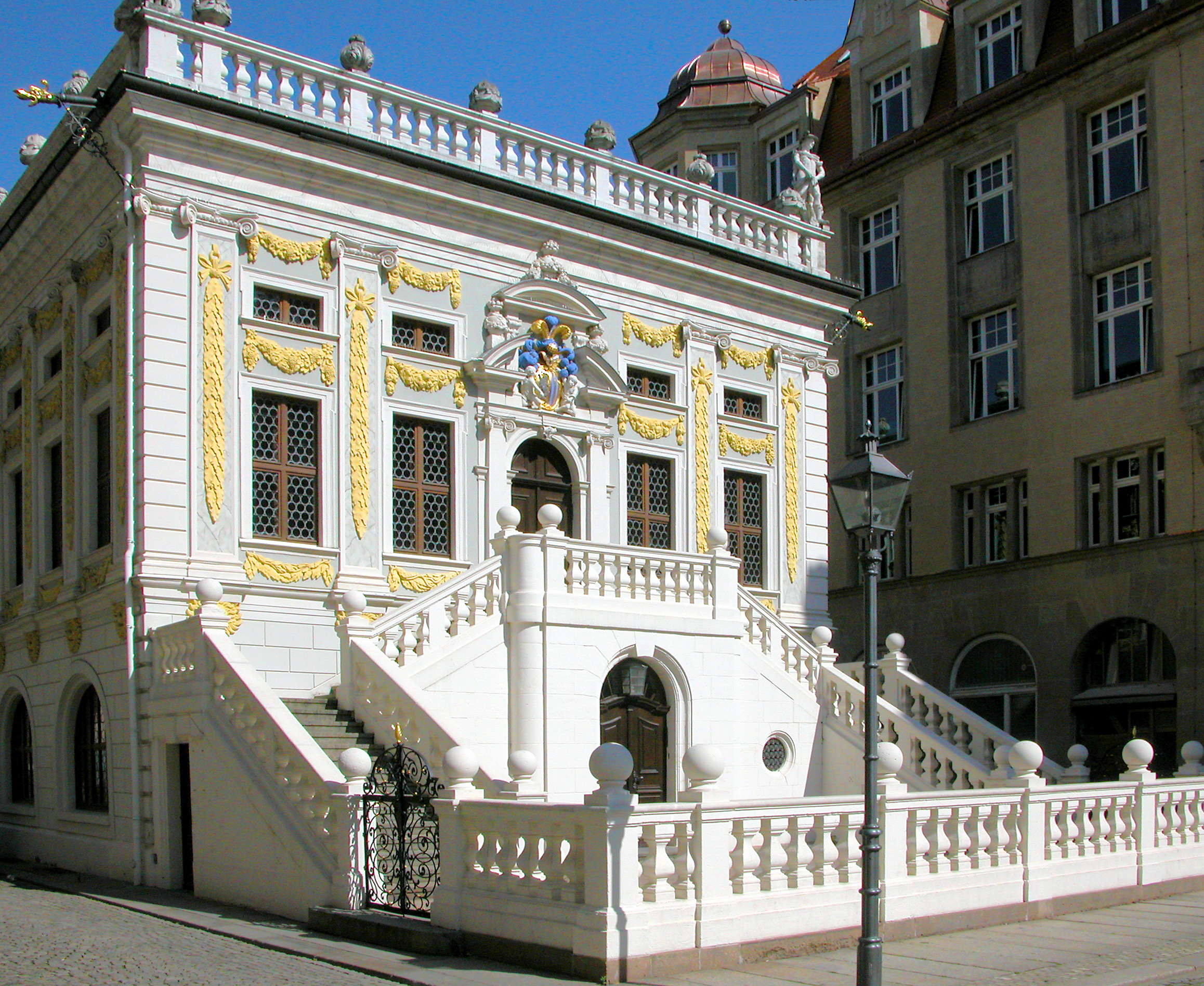
Barocker Börsenbau von 1687: Alte Handelsbörse in Leipzig

Von Brügge aus verbreiteten sich Warenbörsen weltweit, 1414 in Antwerpen, 1531 in Frankreich (Toulouse, französisch bourse de commerce; 1549 in Lyon, französisch la Change; 1550 in Rouen, französisch Convention) und Deutschland (Augsburger Börse), 1571 in England (London; englisch exchange) oder 1611 in den Niederlanden (Amsterdamer Börse; als Warenbörse niederländisch goederenbeurs). Die erste kommerzielle Pariser Börse gab es im Jahre 1639, als die Funktionen von Waren- und Aktienbörse getrennt wurden. Ein Dekret vom 2. April 1639 gab den Händlern die Bezeichnung Aktienhändler (französisch agents de change), deren amtlicher Handel die Bezeichnung „Parkett“ (französisch parquet) erhielt. Seitdem wird jeder Börsensaal als Parkett und der Handel hierin als Parketthandel bezeichnet.

## Arten
Wichtige Börsenarten in der Aufteilung nach Art der Handelsgegenstände sind:
- Warenbörse: Diese Börsen zum Handel von Waren, Produkten und Rohstoffen – ursprünglich vor allem von importierten und heimischen landwirtschaftlichen Erzeugnissen –, entstanden als erste Börsenart. Später entstanden Produktbörsen und Spezialbörsen, die sich auf bestimmte Welthandelsgüter wie Edelmetalle oder Kaffee spezialisierten.
- Terminbörse oder Warenterminbörse: An diesen Börsen werden Warentermingeschäfte abgewickelt und Derivate gehandelt.
- Wertpapierbörse oder Aktienbörse: Diese Börsen für den Handel mit Aktien und Anleihen bilden die heute wichtigste Börsenart, weshalb die allgemeine Bezeichnung Börse oft als ein Synonym für Aktienbörsen gebraucht wird.

Weitere Börsenarten oder börsen-ähnlich organisierte Märkte sind:
- Energiebörse: Als Handelsobjekte gibt es insbesondere elektrischen Strom, Erdgas, Erdöl oder CO2-Zertifikate.
- Strombörse: ist spezialisiert auf elektrischen Strom.
- Emissionsrechtehandelssystem: Ein börsenähnlich organisiertes Handelssystem für Emissionsrechte auf Kohlendioxid und andere Emissionen; Beispiel ist das ETS (von englisch emissions trading system) der Europäischen Union.

Börsen können auch danach unterschieden werden, ob sie über ein organisiertes Handelssystem verfügen, das nach einem reinen Auktionssystem organisiert ist (wie Nebenwerte und Freiverkehr an der Deutschen Börse), ein Market-Maker-System darstellt wie die NASDAQ oder über ein Mischsystem wie die NYSE verfügt. Market-Maker-Systeme (englisch quote driven systems) sind dadurch gekennzeichnet, dass die ständige Präsenz von Market-Makern täglich für die Ausführung sämtlicher Wertpapierorders sorgt, indem sie diese Orders selbst kauft oder aus Eigenbeständen jeweils nach Quotierung verkauft. Das Auktionsprinzip (englisch order driven system) erfordert für jede Transaktion das Vorliegen korrespondierender Orders zum angegebenen Börsenkurs und zu der entsprechenden Menge. Zu einer Kauforder muss also eine entsprechende Verkaufsorder oder umgekehrt vorliegen, bei denen Kurs- und Mengenwunsch der Kontrahenten mindestens für einen Kontrahenten erfüllt werden können.
Börsenformen
Die klassische Form der Börse war die Präsenzbörse (auch Parketthandel genannt). Dort trafen sich die Makler in persona und schlossen durch Gespräche ihre Geschäfte ab. In den 1990er-Jahren zogen Computer ein, das Orderrouting läuft seither elektronisch, der Handel wird von Programmen unterstützt.
Bei Computerbörsen wie beim vollelektronischen Handelsplatz Xetra übernimmt ein Computerprogramm die Berechnungen und die Kommunikation. Hier werden Eingaben über Dialogfenster gemacht; das Computersystem wickelt den Handel ab und errechnet die Kurse (z. B. den Tagesdurchschnitt). Der Hauptanteil des Umsatzes wird gegenwärtig weltweit über computergestützte Börsen abgewickelt, wobei teilweise die Makler selbst am Bildschirm sitzen.
Für die Abwicklung von Lieferung und Zahlung haben sich zwischen den Marktteilnehmern teilweise nicht kodifizierte (nicht festgeschriebene) Usancen gebildet. Daneben wurden in der letzten Zeit in Deutschland auch Anweisungen der Bundesanstalt für Finanzdienstleistungsaufsicht über die Mindestanforderungen im Handel mit Wertpapieren veröffentlicht (beispielsweise zu Aktien und Obligationen).
Handelsformen
Nach Art der Abwicklung des Handels unterscheidet man:
- Kassageschäfte und
- Termingeschäfte.

## Rechtsfragen
Wie jeder Markt bedarf auch die Börse einer Marktordnung, die den Börsenhandel geschriebenen Rechtsnormen und ungeschriebenem Gewohnheitsrecht unterwirft. In Deutschland gibt es als geschriebene Rechtsnorm das Börsengesetz (BörsG) und die von regionalen Börsen erlassenen Börsenordnungen. Das BörsG enthält gemäß § 1 Abs. 1 BörsG Regelungen insbesondere zum Betrieb und zur Organisation von Börsen, zur Zulassung von Handelsteilnehmern, Finanzinstrumenten, Rechten und Wirtschaftsgütern zum Börsenhandel, zur Ermittlung von Börsenpreisen, zu den Zuständigkeiten und Befugnissen der zuständigen obersten Landesbehörde (Börsenaufsichtsbehörde) und zur Ahndung von Verstößen. Nach der Legaldefinition des § 2 Abs. 1 BörsG sind Börsen teilrechtsfähige Anstalten des öffentlichen Rechts, die multilaterale Systeme regeln und überwachen, welche die Interessen einer Vielzahl von Personen am Kauf und Verkauf von dort zum Handel zugelassenen Handelsobjekten innerhalb des Systems nach nicht-diskretionären Bestimmungen in einer Weise zusammenbringen oder das Zusammenbringen fördern, die zu einem Vertrag über den Kauf dieser Handelsobjekte führt. Organe der Börse sind nach § 3 Abs. 1 BörsG die Börsengeschäftsführung, der Börsenrat, der Sanktionsausschuss und die Handelsüberwachungsstelle. Die Errichtung und der Betrieb einer Börse bedarf der schriftlichen Erlaubnis der Börsenaufsichtsbehörde (§ 4 Abs. 1 BörsG). Zum Besuch der Börse, zur Teilnahme am Börsenhandel und für Personen, die berechtigt sein sollen, für ein zur Teilnahme am Börsenhandel zugelassenes Unternehmen an der Börse zu handeln (Börsenhändler), ist eine Zulassung durch die Geschäftsführung erforderlich (§ 19 Abs. 1 BörsG). Handelsobjekte, die an der Börse gehandelt werden sollen und nicht zum Handel im regulierten Markt zugelassen oder in den regulierten Markt oder in den Freiverkehr einbezogen sind, bedürfen gemäß § 23 Abs. 1 BörsG der Zulassung zum Handel durch die Geschäftsführung. Generelle Zulassungsnormen für Wertpapiere sind in den §§ 32 ff. BörsG geregelt. Keiner Zulassung bedürfen gemäß § 37 BörsG Staatsanleihen wie Bundeswertpapiere oder Landesanleihen der Bundesländer und Staatsanleihen von Staaten des Europäischen Wirtschaftsraums. Preise, die während der Börsenzeit an einer Börse festgestellt werden, sind gemäß § 24 Abs. 1 BörsG Börsenpreise. Diese müssen ordnungsmäßig zustande kommen und der wirklichen Marktlage des Börsenhandels entsprechen (§ 24 Abs. 2 BörsG). Nach § 25 Abs. 1 BörsG ist die Geschäftsführung zur Aussetzung des Handels befugt. Die Geschäftsführung einer Wertpapierbörse lässt gemäß § 27 Abs. 1 BörsG Skontroführer zu.
An den Börsen gelten darüber hinaus besondere ungeschriebene Handelsbräuche, sogenannte Börsenusancen, die auf freiwilliger und dauernder tatsächlicher Übung beruhen. Anders als bei normalen Geschäften soll im schnelllebigen Börsenhandel sofortige Rechtssicherheit erlangt werden können, so dass die nachträgliche Aufhebung von Wertpapiergeschäften (Stornierung) aufgrund von z. B. Irrtümern nur in einem sehr eingeschränkten Zeitraum (handelsüblich zwischen 30 Minuten und 2 Handelsstunden) möglich ist (siehe Mistrade zu Fristen für Mistradeanträge).

### Börsenpflichtblätter
Verschiedene Kapitalmarktregeln verlangen eine Publikation bestimmter Vorgänge, die für das Börsengeschehen relevant sind. Börsennotierte Unternehmen und Wertpapieremittenten müssen diese Bekanntmachungen in den Pflichtblättern der entsprechenden Börsen veröffentlichen.
Die Zulassungsstelle einer Börse bestimmt gemäß § 32 Abs. 5 Börsengesetz mindestens drei inländische Zeitungen mit überregionaler Verbreitung als überregionale Börsenpflichtblätter. Daneben kann sie weitere Börsenpflichtblätter (z. B. Wirtschaftszeitungen, Wirtschaftsmagazine) benennen.

### Handelszeiten
Börsen sind an Handelstagen geöffnet. Bei den Handelszeiten (oder Börsenzeiten) an allen Börsen wird unterschieden zwischen dem Parketthandel und dem Computerhandel (wie zum Beispiel Xetra). Kleinere Börsen verfügen oftmals nur über den Parketthandel. Der Parketthandel beginnt an den Börsen Frankfurt und Stuttgart um 08:00 Uhr Ortszeit (bezogen auf Deutschland), an den Börsen Berlin, Düsseldorf und München ebenfalls um 08:00 Uhr, er endet um 20:00 Uhr Ortszeit und in Stuttgart um 22:00 Uhr. Der Xetra beginnt um 9:00 Uhr und endet bereits um 17:30 Uhr Ortszeit. Die Handelszeiten der NASDAQ, der größten elektronischen Börse in den USA, und der NYSE sind von 9:30 bis 16:00 New Yorker Ortszeit (EST), was 15:30 bis 22:00 Uhr deutscher Zeit (MEZ) entspricht. Auch außerhalb der regulären Handelszeiten können Anleger an der Börse kaufen und verkaufen. Der vorbörsliche Handel an der NYSE beginnt zum Beispiel bereits um 10:00 Uhr und endet nachbörslich um 02:00 Uhr (MEZ).
Die Tokioter Börse hat ihre Handelszeiten von 9:00 Uhr bis 11:30 Uhr und 12:30 Uhr bis 15:00 Uhr Ortszeit (entspricht 1:00 Uhr bis 3:30 Uhr und 4:30 Uhr bis 7:00 Uhr MEZ).

## Wichtige Handelsplätze
International bedeutende Börsenplätze sind
| Börse                                                             | Stadt                                                | Land                                                            |
| ----------------------------------------------------------------- | ---------------------------------------------------- | --------------------------------------------------------------- |
| - New York Stock Exchange - New York Mercantile Exchange - NASDAQ | New York City                                        | Vereinigte Staaten                                              |
| - Chicago Mercantile Exchange                                     | Chicago                                              | Vereinigte Staaten                                              |
| - London Stock Exchange - London Metal Exchange                   | London                                               | Vereinigtes Königreich                                          |
| - Tokyo Stock Exchange                                            | Tokio                                                | Japan                                                           |
| - Shanghai Stock Exchange                                         | Shanghai                                             | Volksrepublik China                                             |
| - Shenzhen Stock Exchange                                         | Shenzhen                                             | Volksrepublik China                                             |
| - Euronext                                                        | Amsterdam Brüssel Dublin Mailand Lissabon Oslo Paris | Niederlande Belgien Irland Italien Portugal Norwegen Frankreich |
| - Frankfurter Wertpapierbörse                                     | Frankfurt am Main                                    | Deutschland                                                     |
| - Hong Kong Stock Exchange                                        | Hongkong                                             | Hongkong                                                        |
| - Toronto Stock Exchange                                          | Toronto                                              | Kanada                                                          |
| - SIX Swiss Exchange                                              | Zürich                                               | Schweiz                                                         |
| - Singapore Exchange                                              | Singapur                                             | Singapur                                                        |
| - Australian Securities Exchange                                  | Sydney                                               | Australien                                                      |
| - BM&FBovespa                                                     | São Paulo                                            | Brasilien                                                       |

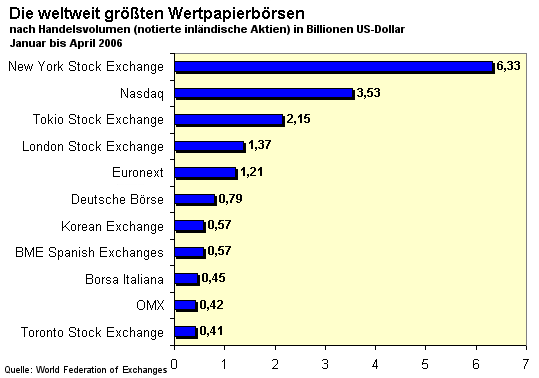
Die weltweit größten Wertpapierbörsen (nach Handelsvolumen)

Die weltweit größten Wertpapierbörsen (nach Marktkapitalisierung)

Nach Marktkapitalisierung und Handelsumsätzen gemessen ist der wichtigste Handelsverbund für den CEE-Raum die CEE Stock Exchange Group. Danach folgt die polnische Warschauer Börse, die bezüglich der Marktkapitalisierung bereits größer ist als die Wiener Börse – betrachtet man diese eigenständig.
Die weltweiten Börsen sind mit einem täglichen Transaktionsvolumen von etwa 2 Billionen US-Dollar ein entscheidender Faktor der Weltwirtschaft.

### Börsenplatz Deutschland

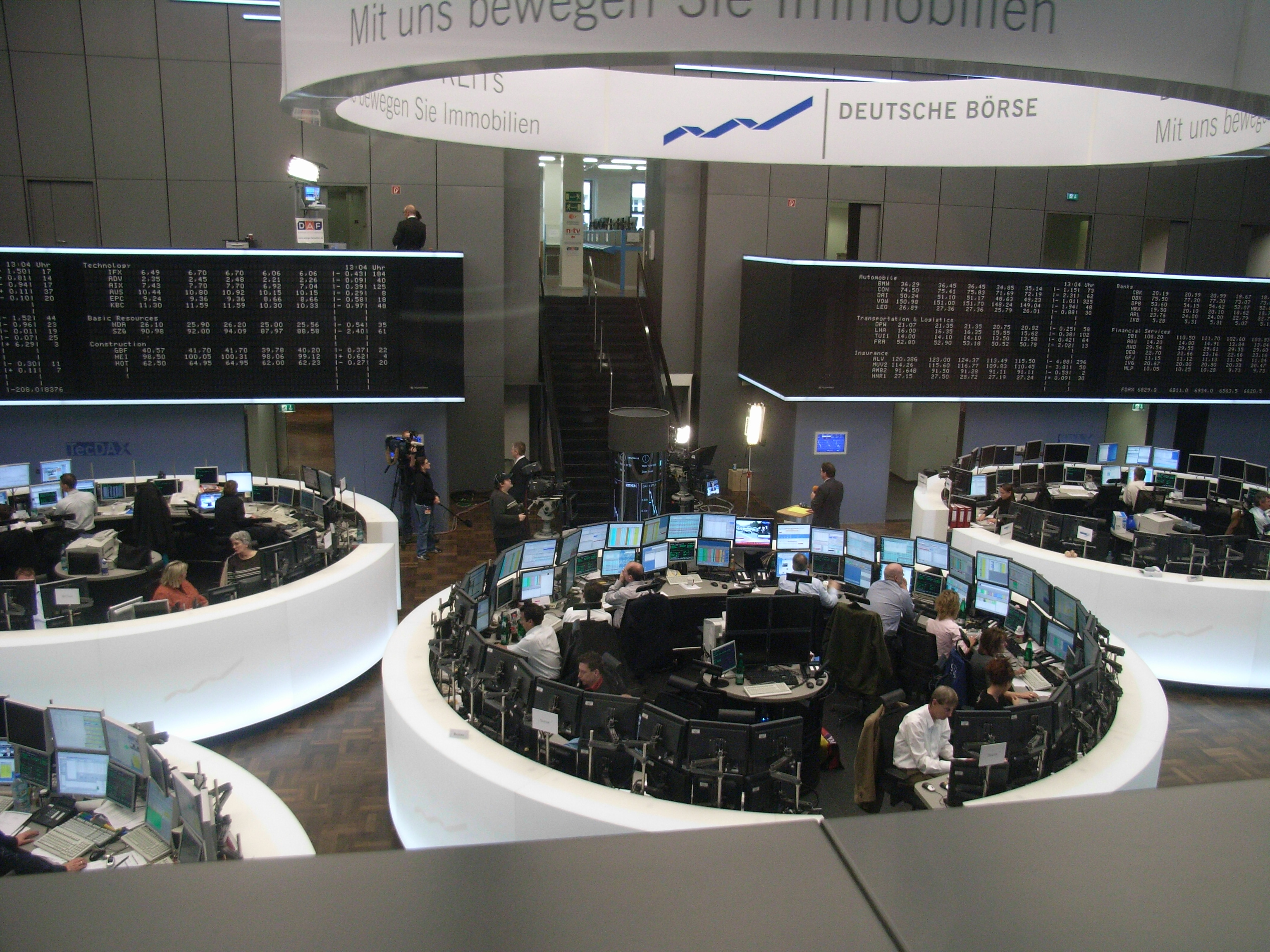
Innenansicht der Frankfurter Wertpapierbörse

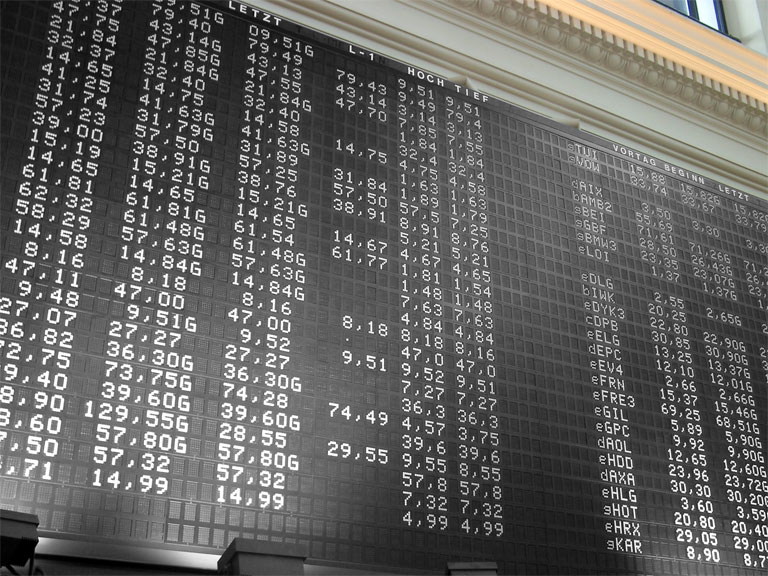
Kurstafel in der Hamburger Börse

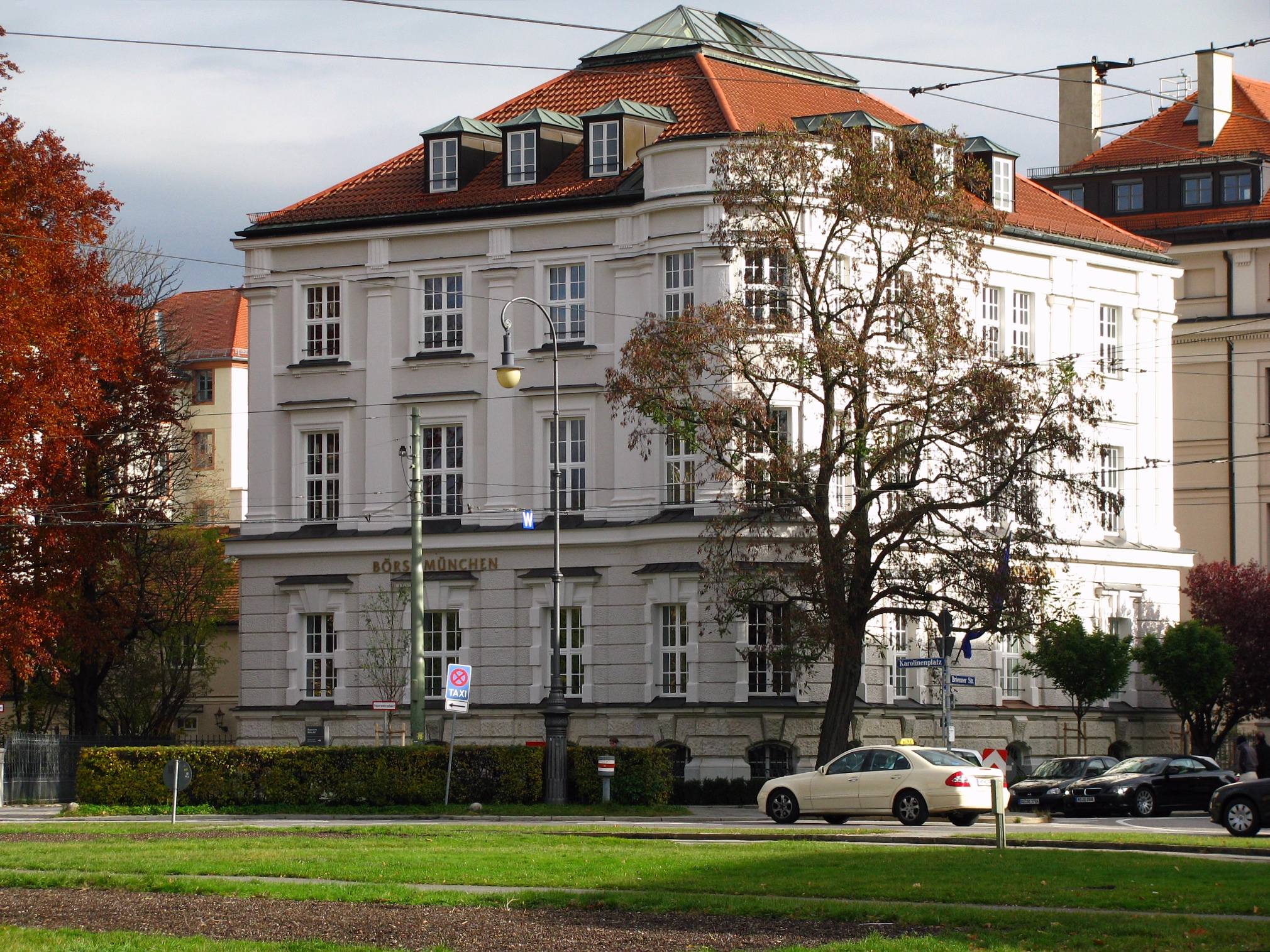
Börse München

In Deutschland gibt es acht Wertpapierbörsen, eine Strombörse (EEX) und eine Terminbörse (Eurex).
Die wichtigste Börse in Deutschland ist die Frankfurter Wertpapierbörse (FWB), einschließlich der Handelsplätze Xetra und Börse Frankfurt. Ein Großteil des Aktienhandels in Deutschland wird über die Handelsplätze Xetra und Börse Frankfurt abgewickelt (März 2008: Anteil am Handel mit deutschen Aktien rund 98 Prozent, bei ausländischen Aktien rund 84 Prozent.) Ausgehend vom Handel mit Sorten und Wechselbriefen im 16. und 17. Jahrhundert und dem ab 1820 beginnenden Aktienhandel hat sich die FWB seitdem zu einer der führenden internationalen Börsen für Aktien und Anleihen entwickelt. Trägerin und Betreiberin ist die Deutsche Börse AG.
Außerdem gibt es in Deutschland noch sieben weitere Wertpapierbörsen (die bis auf gettex, Tradegate und die EEX auch als Regionalbörsen bezeichnet werden). Unter diesen ist die Börse Stuttgart (Baden-Württembergische Wertpapierbörse) mit einem durchschnittlichen Anteil von 34 Prozent am Orderbuchumsatz des deutschen Parketthandels zweitgrößter Handelsplatz. Von besonderer Bedeutung ist der Handel von verbrieften Derivaten, wie Optionsscheinen (Handelssegment Euwax). An der Wertpapierbörse Hamburg/Hannover, die unter der gemeinsamen Träger- und Betreibergesellschaft Börsen AG den dritten Rang der deutschen Börsen einnimmt, hat der Fondshandel große Bedeutung.
Nach Auflösung der Bremer Börse 2007 bestehen außer der Börse Frankfurt noch folgende deutsche Börsen:
- Börse Berlin
- Börse Düsseldorf
- Hamburger Börse und Börse Hannover (u. a. Hanseatische Wertpapierbörse im Rahmen der BÖAG Börsen AG)
- Börse München
- gettex
- Börse Stuttgart
- Tradegate Exchange, Berlin
- European Energy Exchange, Leipzig
- Eurex

1897 gab es noch folgende Börsen in Deutschland: Berlin, Breslau, Danzig, Düsseldorf, Elbing, Essen, Frankfurt am Main, Gleiwitz, Halle an der Saale, Königsberg, Magdeburg, Memel, Posen, Stettin (alle Preußen), München, Augsburg (Bayern), Leipzig, Dresden, Zwickau, Chemnitz (Sachsen), Stuttgart (Württemberg), Mannheim (Baden), Mülhausen, Straßburg (Elsaß-Lothringen), Bremen, Hamburg, Lübeck.
Von den Nationalsozialisten wurden 1934 die bisher 21 deutschen Börsen zu 9 Börsen zusammengefasst: Berlin, Breslau, Hannover, Stuttgart, Hamburg (Bremen und Lübeck gingen in dieser Börse auf), die Sächsische oder Mitteldeutsche Börse in Leipzig (Dresden, Zwickau, Halle und Chemnitz gingen in dieser Börse auf), die Rheinisch-westfälische Börse in Düsseldorf (Essen und Köln gingen in dieser Börse auf), die Rhein-Mainische Börse in Frankfurt (mit Mannheim) und die Bayerische Börse in München (mit Augsburg).

### Börsenplatz USA
Die wichtigsten Börsen in den USA sind die NYSE Amex (früher American Stock Exchange), die Chicago Mercantile Exchange (CME), die National Association of Securities Dealers Automated Quotations (NASDAQ), die New York Mercantile Exchange (NYMEX) und die New York Stock Exchange (NYSE). Älteste amerikanische Börse ist die 1790 gegründete Philadelphia Stock Exchange.

### Dark Trade
Der überwiegende Teil des Handels findet außerbörslich statt. In Deutschland rund die Hälfte, in den USA etwa zwei Drittel des Gesamtvolumens. Ein erheblicher Teil der Transaktionen geschieht verdeckt und nicht öffentlich. Dark Pools sind eine spezielle Form von Handelsplätzen, die dazu dienen, Auftragsbestand und Marktteilnehmer zu verdunkeln. Diese Intransparenz liegt insbesondere im Interesse institutioneller Investoren. In den USA hat sich der Anteil reiner Dark Pools am abgewickelten Volumen in den Jahren 2008 bis 2014 von 8 % auf 15 % fast verdoppelt. Da diese Handelsform einem Kundenbedürfnis entspricht, werden Dark Pools auch an den regulären Börsen angeboten, so betreibt die Schweizer Börse SIX Liquidnet Service und die Deutsche Börse Xetra Midpoint. Auch Großbanken wie UBS und Credit Suisse betreiben eigene Dark Pools.

## Historische Entwicklung
Im Frankreich des 12. Jahrhunderts wurden die courretiers de change mit der Verwaltung und Regulierung der Schulden von landwirtschaftlichen Gemeinden im Namen der betroffenen Banken tätig. Weil diese Männer auch mit Schulden handelten, können sie als die ersten Makler bezeichnet werden. Nach einem weit verbreiteten Irrglauben trafen sich im späten 13. Jahrhundert Rohstoffhändler in Brügge im Haus eines Mannes namens Van der Beurze, aus dem im Jahre 1409 die Brugse Beurse entstanden sein soll. Bis dahin war es ein informelles Treffen, aber eigentlich hatte die Familie Van der Beurze ein Gebäude in Antwerpen, wo diese Versammlungen stattfanden.

### Gründungen einzelner Börsen
Die erste Börse wurde 1409 in Brügge gegründet. Es handelte sich um eine Wechselbörse, einen institutionalisierten Handelsplatz der Fernhändler für Wechsel. 1531 entstand ein zentral gelegenes festes Gebäude, das in zeitgenössischen Stadtplänen als „Byrsa Brugensis“ (Börse von Brügge) benannt wurde.
Die Börsen in Augsburg und Nürnberg entstanden 1540 als erste in Deutschland. In Süddeutschland wurde der Begriff der Börse jedoch lange nicht genutzt, man sprach von „Platz“.
Das erste offizielle Börsengebäude der Welt wurde 1613 in Amsterdam eröffnet.
| Land           | Name der Börse                    | Gründungsjahr (Quelle) | Anmerkungen |
| -------------- | --------------------------------- | ---------------------- | --- |
| Belgien        | Börse Brügge                      | 1409                   | Seit 1531 gibt es auch ein festes Gebäude                                                                                        |
| Belgien        | Börse Antwerpen                   | 1460                   | |
| Frankreich     | Börse Lyon                        | 1540 (ungefähr)        | |
| Deutschland    | Augsburger Börse                  | 1540                   | Waren- und Devisenbörse unter freiem Himmel am Perlachturm, seit 1549 in einer Trinkstube am Rathaus                             |
| Deutschland    | Nürnberger Börse                  | 1540                   | |
| Deutschland    | Kölner Börse                      | 1553                   | |
| Deutschland    | Hamburger Börse                   | 1558                   | |
| Großbritannien | London Stock Exchange             | 1571, 23. Januar       | gegründet als Royal Exchange (London)                                                                                            |
| Deutschland    | Frankfurter Wertpapierbörse       | 1585                   | |
| Deutschland    | Bremer Börse                      | 1620                   | Erste urkundliche Erwähnung; ab 1682 Wertpapierbörse 2007 geschlossen                                                            |
| Deutschland    | Börse Königsberg                  | 1624                   | ab 1945 Neue Börse (Kaliningrad)                                                                                                 |
| Niederlande    | Amsterdamer Börse                 | 1612                   | Beschluss zum Bau der Börse im Jahr 1607, Eröffnung 1611 als Warenbörse, ab 1612 Wertpapierbörse                                 |
| Dänemark       | Kopenhagener Börse                | 1639                   | wurde von König Christian dem Vierten 1639 erbaut                                                                                |
| Deutschland    | Leipziger Handelsbörse            | 1679                   | |
| Frankreich     | Pariser Börse                     | 1724, 24. September    | |
| Russland       | St. Petersburger Börse (Birzha)   | 1731                   | Holzgebäude, 1810 Neubau in Stein                                                                                                |
| Deutschland    | Börse Berlin                      | 1731                   | |
| Portugal       | Lisbon Stock Exchange             | 1769, 1. Januar        | |
| Österreich     | Wiener Börse                      | 1771                   | |
| USA            | New York Stock Exchange           | 1792, 17. Mai          | |
| Irland         | Irish Stock Exchange              | 1793                   | |
| Belgien        | Brussels Stock Exchange           | 1801, 2. Juli          | |
| Italien        | Borsa Italiana                    | 1808, 15. Februar      | umgangssprachlich auch als Piazza Affari bezeichnet; gegründet als Borsa di Commercio di Milano                                  |
| Polen          | Warschauer Wertpapierbörse        | 1817, 12. Mai          | |
| Norwegen       | Osloer Börse                      | 1819                   | |
| Deutschland    | Börse München                     | 1830                   | |
| Spanien        | Madrider Börse                    | 1831, 10. September    | |
| Indien         | Calcutta Stock Exchange           | 1830er                 | |
| USA            | American Stock Exchange           | 1842                   | |
| Brasilien      | Rio de Janeiro Stock Exchange     | 1845                   | |
| Mexiko         | Bolsa Mexicana de Valores         | 1850                   | erster Handel 1850 |
| Schweiz        | Börse Genf                        | 1850                   | |
| Argentinien    | Buenos Aires Stock Exchange       | 1854                   | |
| Schweiz        | Börse Zürich                      | 1855                   | |
| Tschechien     | Prager Börse                      | 1861                   | Erster Handel in der Produktenhalle                                                                                              |
| Kolumbien      | Bolsa de Valores de Colombia      | 1861                   | |
| Ungarn         | Budapester Börse                  | 1864                   | |
| Schweiz        | Börse Basel                       | 1866                   | |
| Türkei         | İstanbul Menkul Kıymetler Borsası | 1866                   | gegründet als Dersaadet Securities Exchange                                                                                      |
| Kanada         | Montreal Exchange                 | 1832                   | |
| Griechenland   | Athens Stock Exchange             | 1876                   | Vorgängerinstitut gegründet 1870                                                                                                 |
| Rumänien       | Bukarester Börse                  | 1882                   | |
| USA            | Chicago Stock Exchange            | 1882, 21. März         | |
| Schweiz        | Berner Börsenverein               | 1884, 10. November     | |
| Südafrika      | Johannesburger Börse              | 1887                   | |
| Ägypten        | Alexandria Stock Exchange         | 1888                   | |
| Brasilien      | Sao Paulo Stock Exchange          | 1890                   | |
| Spanien        | Bilbao Stock Exchange             | 1890                   | |
| Chile          | Bolsa de Comercio de Santiago     | 1893                   | |
| Serbien        | Beogradska Berza                  | 1894                   | |
| Deutschland    | Schifferbörse Duisburg            | 1895, 19. Februar      | Zuvor wurde der Handel auf dem offener Straße geführt. Börse wurde nach einem Brand 1944 nicht wieder als Handelsmarkt eröffnet. |
| Ägypten        | Cairo Stock Exchange              | 1903                   | |
| Kanada         | Vancouver Stock Exchange          | 1907                   | |
| Finnland       | Börse Helsinki                    | 1912                   | |
| Luxemburg      | Börse Luxemburg                   | 1929                   | |
| Venezuela      | Bolsa de Valores de Caracas       | 1947                   | |
| Japan          | Tokioter Börse                    | 1949, 1. April         | |
| Nigeria        | Nigeria Stock Exchange            | 1960                   | |
| Kolumbien      | Bolsa de Medellin                 | 1961                   | |
| USA            | NASDAQ                            | 1971, 8. Februar       | |
| Peru           | Bolsa de Valores de Lima          | 1971                   | |
| Bermuda        | Bermuda Stock Exchange            | 1971                   | |
| Mauritius      | Mauritius Stock Exchange          | 1978                   | |
| Slowenien      | Ljubljanska borza                 | 1989, 26. Dezember     | |
| Ungarn         | Budapester Börse                  | 1990                   | |
| China          | Shanghai Stock Exchange (SSE)     | 1990, 26. November     | |
| Republik Malta | Malta Stock Exchange              | 1991, 24. Januar       | |
| Jordanien      | Amman Stock Exchange              | 1999, Januar           | |
| Zypern         | Börse von Zypern                  | 1996, 29. März         | |
| Deutschland    | Tradegate Exchange                | 2009, 1. Januar        | |
| Deutschland    | gettex                            | 2015, 19. Januar       | |

### Fusionen und Übernahmen
- 1973: Fusion aller britischen Börsen zur London Stock Exchange.
- 1995: Fusion der Börsen Genf, Basel und Zürich zur SIX Swiss Exchange (ohne Berner Börse).
- 1995: Fusion der London Stock Exchange mit der Irish Stock Exchange.
- 1. Dezember 1999: Gründung der Singapore Exchange Limited (SGX) durch Fusion der Börsen Stock Exchange of Singapore (SES) und Singapore International Monetary Exchange (SIMEX).[34]
- Dezember 2006: Übernahme der Euronext durch die NYSE und Umfirmierung zur NYSE Euronext.

### Bedeutende Börsenereignisse
- Im Jahr 1929 geschah der heftigste Krach an der Wall Street am „Black Monday“ – Montag, dem 28. Oktober 1929. Der Dow Jones Industrial Average fiel von 298,97 auf 260,64 Punkte. Im Oktober 1929 hat es viele schwarze Tage an der Wall Street gegeben, ein schwarzer Freitag war aber nicht dabei. Freitag, der 25. Oktober 1929, wird fälschlicherweise oft als „Schwarzer Freitag“ bezeichnet; an dem Tag legte der Dow Jones Industrial Average jedoch 1,75 Punkte zu.
- Im Jahr 1997 ereignete sich die Asien-Krise. Die Schwellenländer hielten künstlich den Wert ihrer Währung hoch, bis das System einbrach und die Verluste an der Börse in Hongkong etwa 40 % betrugen. Der Start der Krise erfolgte durch die Abwertung der thailändischen Währung.
- Bis März im Jahr 2000 stiegen die Aktien der sogenannten New-Economy-Branche. Ab diesem Zeitpunkt platzte die „Dotcom-Blase“, wodurch Aktionäre mehr als 200 Milliarden Euro verloren haben.
- Durch die Finanzkrise ab 2007 und mehrere Bankenpleiten kam es im September 2008 zu bedeutenden Kursrutschen. Neben dem Aussetzen einzelner Werte setzte unter anderem die Russische Börse mehrmals den Handel komplett aus.
- Seit 2015 sorgen sog. Neobroker (wie Smartbroker, Scalable Capital oder Trade Republic) mit günstigen Gebühren und einfachem Zugang für eine Demokratisierung des Börsenhandels.